# Atene (demo)
Atene (in greco antico: Ἀτήνη?, Aténe) era un demo dell'Attica, sulla costa sud-occidentale della regione. Si estendeva sulle zone di Kharaka, Hagia Photini e Thymari, confinante con i demi di Anaflisto a nord e Anfitrope ad est.

## Descrizione
Questo demo è stato quello più studiato dagli archeologi. Le ricerche hanno portato all'individuazione di più centri e fattorie isolate, senza un vero e proprio centro del demo. Atene viveva sostanzialmente di agricoltura, ma sorgeva in una zona secca e solo il 22% del territorio era arabile su un totale di 20 km2. 
La zona, se si esclude un piccolo villaggio dell'età arcaica, non fu abitata fino al V secolo a.C.: non sono state rinvenute ceramiche precedenti a questo secolo e la prima iscrizione che ricorda un cittadino del demo risale al 432 a.C. Sono attualmente visibili i resti di una fortificazione che sorgeva nell'unico punto di accesso al demo. L'area prosperò nel V e IV secolo a.C., ma si spopolò velocemente a partire dal III secolo a.C., probabilmente dopo la guerra Cremonidea.